# Ermita de Santa María Madre del Amor Hermoso

## Ermita de Santa María Madre del Amor Hermoso
La ermita de Nuestra Señora del Amor Hermoso está situada en el campus de la Universidad de Navarra, en Pamplona, cerca del Camino de Santiago. La ermita fue bendecida e inaugurada el 8 de diciembre de 1966 por el arzobispo de Pamplona, Mons. Enrique Delgado Gómez. En ella se venera a María bajo el título de Madre del Amor Hermoso, representada en una imagen sedente de la Virgen, con el Niño de pie encima de un rimero de libros. La imagen, regalo de san Josemaría Escrivá, fundador de la Universidad, fue bendecida por el papa san Pablo VI el 21 de noviembre de 1965.

## Origen de la ermita
El 25 de octubre de 1960 se colocó la primera piedra de la Universidad de Navarra en el actual campus universitario; hasta entonces la enseñanzas se habían impartido en distintos edificios situados en el Casco Histórico de Pamplona, y partir de ese momento se construirían el Edificio Central, el edificio destinado a la biblioteca y algunos Colegios Mayores.
Ese mismo año el Fundador de la Universidad, San Josemaría Escrivá, dio a conocer "un antiguo deseo: quiso que una de las construcciones, modesta pero de singular significado, fuese una ermita en que se venerara una imagen de Nuestra Señora, regalo suyo para que Ella presidiera la vida entera de la Universidad y velara por la formación cristiana y la salud espiritual de profesores, alumnos y empleados".

## La imagen
En 1963, en una reunión con alumnos y profesores de la universidad, Josemaría comentó algunos detalles de esa futura imagen de la Virgen que se situaría en un pedestal en el que se pondría: Sancta Maria Mater Pulchrae Dilectionis. La imagen fue esculpida por un escultor romano, Pasquale Sciancalepore, y quedó terminada en 1964: la Virgen aparece sentada, y sujeta al Niño que está de pie, sobre una pila de libros, con una rosa en la mano izquierda y bendiciendo con la derecha.
La imagen, hasta su traslado a la ermita, se conservó en Roma, y allí fue bendecida por el papa San Pablo VI el 21 de noviembre de 1965, con motivo de la visita del papa al Centro Elís, obra corporativa del Opus Dei dedicada a la formación de la juventud trabajadora en el barrio romano del Tiburtino.

## La construcción de la ermita
Se buscó para la ermita un lugar algo elevado desde el que de algún modo la imagen de la Virgen presidiera el campus. Elegido el lugar, el proyecto del pequeño edificio lo realizó el arquitecto Heliodoro Dols, se inspiró para ello en algunos humilladeros de Navarra, en particular el que hay en la entrada de Huarte-Pamplona. La ermita con una planta cuadrada, en tres de sus lados se abren unos amplios arcos, quedando protegidos los huecos con una rejas de hierro forjado, acristaladas interiormente; la reja del arco central es practicable como una gran cancela. El fondo de la ermita se cubre con un mosaico, obra de José Alzuet, que representa un conjunto de ángeles que tocan distintos instrumentos musicales; en el exterior de este muro, queda grabada una inscripción del origen de la ermita. En los cuatro vértices del cuadrado que sirve de base se disponen unos contrafuertes que llegan hasta media altura del edificio.
La ermita se construye con ladrillo de tejar, protegido en la parte inferior por un zócalo de piedra; la cubierta de teja rojiza, se dispone a cuatro aguas, y queda coronada por une veleta de hierro forjado. Situada a media ladera de una suave colina, se sitúa sobre un plano enlosado que permite contemplar a la Virgen desde alrededor, y que se extiende en la parte delantera en una plano horizontal algo más bajo que hace posible que un buen número de personas rece ante la imagen. 

## Bendición de la ermita y su culto
Terminada la construcción de la ermita, el 8 de diciembre de 1966, hacia las 13:30 tuvo lugar su inauguración al culto siendo bendecida por el arzobispo de Pamplona, Mons. Enrique Delgado Gómez, acto en el que estuvieron presentes las autoridades académicas y numeroso público que rodeaba los alrededores de la ermita. El Vicepresidente de la Diputación Foral, Félix Huarte, descubrió una inscripción labrada en el muro posterior que resumen la razón de la ermita.

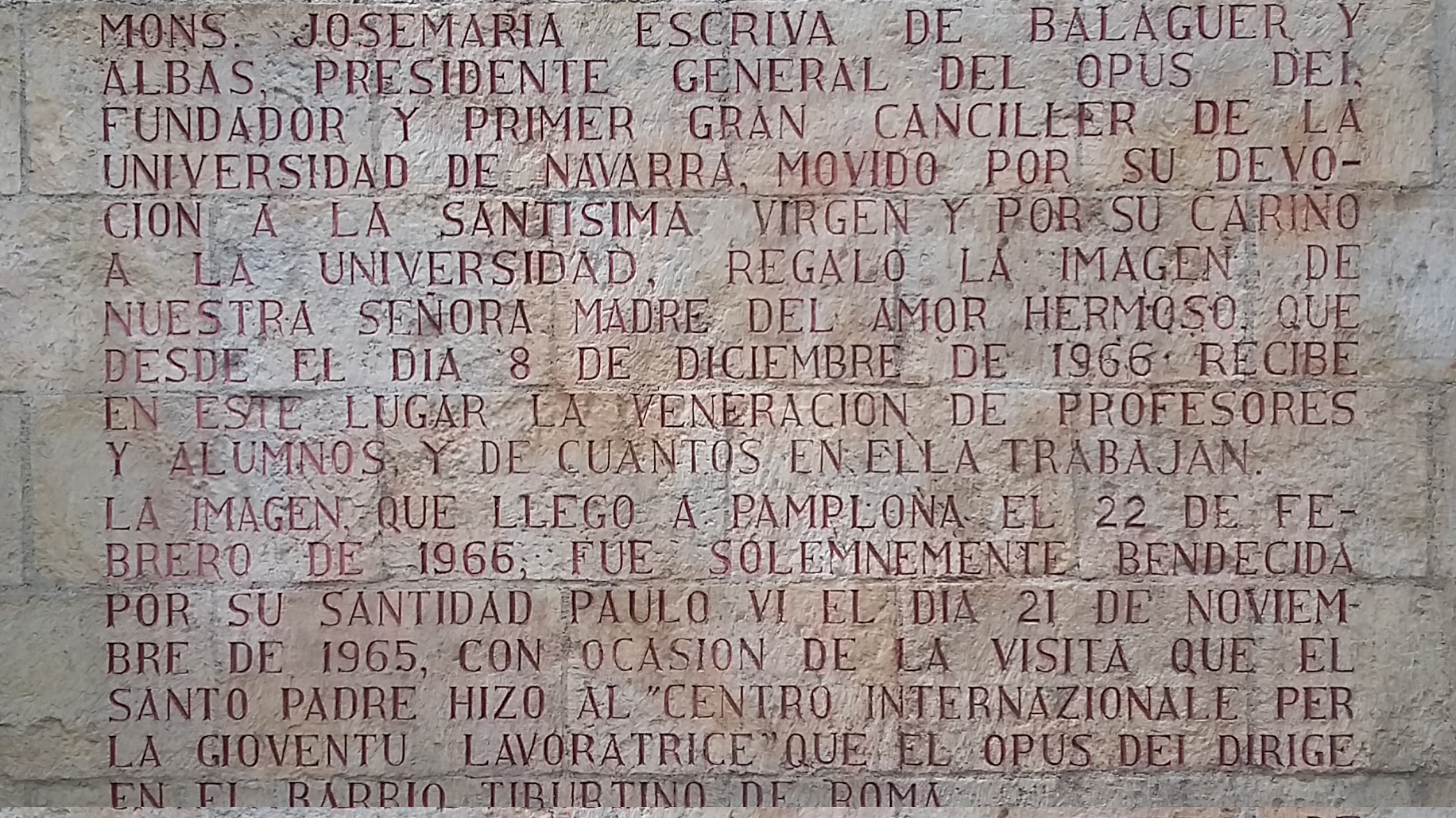
Inscripción en el muro posterior de la ermita en que se explica el origen y antecedentes de la ermita de Santa María Madre del Amor Hermoso

La devoción a Santa María Madre del Amor hermoso está bien presente en la Universidad y en toda Pamplona; normalmente no faltan flores frescas ante la imagen, con frecuencia proceden de los enfermos que han sido atendidos en la Clínica de la Universidad, que queda a poca distancia de la ermita. El día en que se celebra la fiesta de graduación en cada uno de los centros de la Universidad, o en que se imponen las becas en los Colegios Mayores, se incluye un acto en la ermita en que los asistentes rezan ante la imagen y dejan sus recuerdos. El mes de mayo son muchas las romerías que desde la Universidad o desde Pamplona se realizan hasta la ermita.

## Galería de imágenes
|                                    |
| Imagen de Santa María en la ermita |

|                                |
| Fachada principal de la ermita |

|                                                 |
| La imagen vista desde una de la rejas laterales |

|                                                     |
| Imagen de la Virgen con la beca de un Colegio Mayor |